# Левооки камбали
Левооките камбали (Bothidae) са семейство актиноптери от разред Писиеподобни (Pleuronectiformes).
Таксонът е описан за пръв път от Чарлз Тейт Риган през 1910 година.

## Родове
- Arnoglossus – Калканчета
- Asterorhombus
- Bothus
- Chascanopsetta
- Crossorhombus
- Engyophrys
- Engyprosopon
- Grammatobothus
- Japonolaeops
- Kamoharaia
- Laeops
- Lophonectes
- Monolene
- Neolaeops
- Parabothus
- Perissias
- Psettina
- Taeniopsetta
- Tosarhombus
- Trichopsetta